# Evil Bong 3D: The Wrath of Bong
Evil Bong 3-D: The Wrath of Bong es una película de comedia terror de 2011 dirigida por Charles Band y la tercera película de la saga Evil Bong, seguida de Evil Bong 2: Rey Bong. La película fue estrenada el 8 de abril de 2011 por Full Moon Entertainment y tuvo un estreno limitado en cines. Evil Bong fue rodada en 3D y utiliza tarjetas scractch and sniff que los espectadores podían oler en ciertos momentos durante la película.

## Argumento
Un malvado bong alienígena procedente del espacio exterior se estrella contra la Tierra. Los héroes de la película son enviados al planeta del alienígena y mantenidos cautivos por los bellos alienígenas desnudos. Su única esperanza de escapar y salvar sl planeta Tierra es Eebee, el bong malvado original.

## Reparto
- Circus-Szalewski como voz del alienígena Bong.
- Michelle Mais como voz de EeBee.
- Irwin Keyes como el asesino.
- Christina DeRosa como la enfermera Hookah.
- Robin Sydney como Luann.
- Amy Paffrath como Velocity.
- Peter Stickles como Alistair McDowell.
- Eden Modiano como chavala diabólica.
- Dena Kollar como chavala angelical.
- Sonny Carl Davis como Rabbit.
- John Patrick Jordan como Larnell.
- Mitch Eakins como Bachman.
- Jacob Witkin como Gramps.
- Brian Lloyd como Brett.
- Nina Estes como chavala grafitera.
- Tara Spadaro como chavala de la tele.